# JavaStation

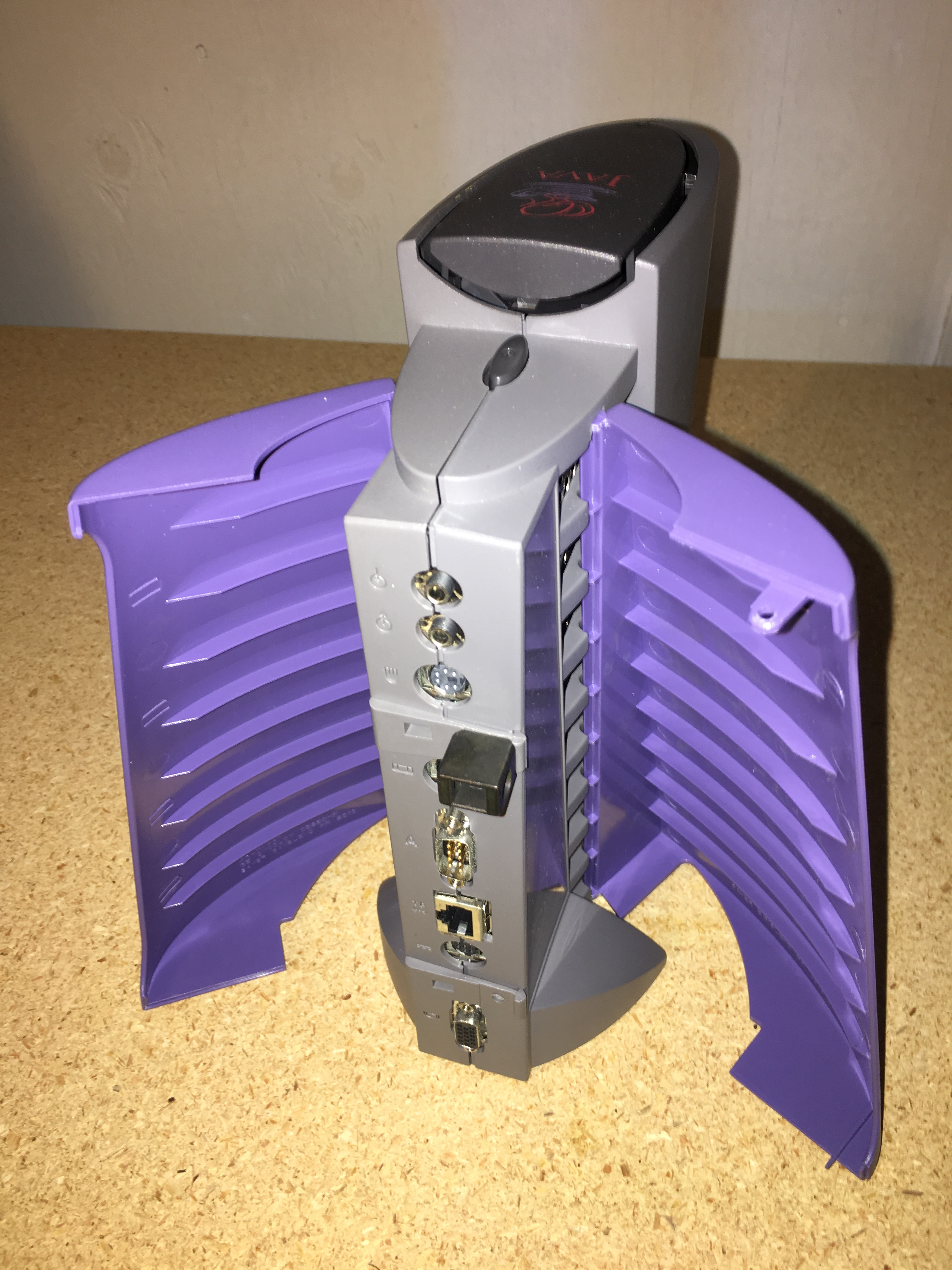
JavaStation-NC (achteraanzicht)

Het JavaStation is een netwerkcomputer (NC) die door Sun Microsystems tussen 1996 en 2000 werd aangeboden en uitsluitend bedoeld was om Java-toepassingen uit te voeren. Het JavaStation werd in 1999 opgevolgd door de Sun Ray thin client.

## Ontwerp
De eerste generatie uit 1996, het JavaStation-1, is gebaseerd op het ontwerp van de Sun SPARCstation-serie, een zeer succesvolle lijn UNIX-werkstations. Als netwerkcomputer heeft het JavaStation geen harde schijf, floppy noch cd-rom-drive. Het verschilt ook van andere Sun-systemen uit die tijd doordat het een PS/2-toetsenbord- en muisinterface heeft en een VGA-monitoraansluiting. Het JavaStation-1 gebruikt een hoekige "unidisk"-behuizing en kreeg daarom als bijnaam the brick (Nederlands: de baksteen). Dit was dezelfde behuizing die Sun ook gebruikte voor zijn externe harde schijven.
De tweede generatie werd geïntroduceerd in 1998. Dit JavaStation-NC (of ook JavaStation-10) was een geheel nieuw ontwerp in een meer futuristische rechtopstaande behuizing. Het JavaStation-NC was uitgerust met optioneel flashgeheugen dat het besturingssysteem bevatte. Daardoor kon het sneller opstarten dan zijn voorganger, waar het besturingssysteem bij het booten via het network van een server moest worden opgehaald.
Sun had ook nog plannen voor een derde generatie die gebruik zou maken van een JavaChip co-processor om Java-bytecode rechtstreeks in hardware uit te voeren, maar dit "Super JavaStation" is er nooit gekomen.
JavaStations werden geleverd met JavaOS, een besturingssysteem dat hoofdzakelijk in Java geschreven is. Het was echter ook mogelijk om Linux of NetBSD op een JavaStation te installeren.

## Modellen
| Naam           | Model | Codenaam   | Platform | CPU             | CPU MHz | Maximum RAM | Jaartal            |
| -------------- | ----- | ---------- | -------- | --------------- | ------- | ----------- | ------------------ |
| JavaStation-1  | JJ-xx | Mr. Coffee | sun4m    | MicroSPARC II   | 100 MHz | 8-64 MB     | 11/1996 tot 7/1998 |
| JavaStation-NC | JK-xx | Krups      | -        | MicroSPARC IIep | 100 MHz | 16-64 MB    | 3/1998 tot 2/2000  |

## In populaire cultuur
Wanneer Rachel in het derde seizoen van de Amerikaanse sitcom Friends een nieuwe job start als aankoper bij Bloomingdale's, is op het bureau in haar kantoor een JavaStation-NC te zien.